# قائمة حكام ليختنشتاين
تحتوى القائمة عن ستة عشر أميراً حكم إمارة ليختنشتاين منذ رفعها إلى إمارة في 1608، الأمير الحالي هانز آدم الثاني منذ 1989، وريثه هو الأمير ألويس منذ 15 أغسطس 2004.

## القائمة
| الاسم                              | العمر                                   | بداية الحكم    | نهاية الحكم                         | ملاحظات                                 | العائلة       | الصورة                               |
| ---------------------------------- | --------------------------------------- | -------------- | ----------------------------------- | --------------------------------------- | ------------- | ------------------------------------ |
| كارل الأول                         | 30 يوليو 1569 – 12 فبراير 1627 (57 سنة) | 20 ديسمبر 1608 | 12 فبراير 1627 (18 سنوات و54 أيام)  | —                                       | ليختنشتاين    | Karl I of Liechtenstein              |
| كارل يوسابيوس                      | 11 أبريل 1611 – 5 أبريل 1684 (72 سنة)   | 12 فبراير 1627 | 5 أبريل 1684 (57 سنوات و53 أيام)    | ابن كارل الأول                          | ليختنشتاين    | Karl Eusebius of Liechtenstein       |
| هانس آدم الأول                     | 16 أغسطس 1662 – 16 يونيو 1712 (49 سنة)  | 5 أبريل 1684   | 16 يونيو 1712 (28 سنوات و72 أيام)   | Son of Karl Eusebius                    | ليختنشتاين    | Hans-Adam I of Liechtenstein         |
| يوسف فنتسل الأول                   | 9 أغسطس 1696 – 10 فبراير 1772 (75 سنة)  | 16 يونيو 1712  | 12 مارس 1718 (5 سنوات و269 أيام)    | Great-grandnephew of Karl I             | ليختنشتاين    | Joseph Wenzel I of Liechtenstein     |
| أنطون فلوريان                      | 28 مايو 1656 – 11 أكتوبر 1721 (65 سنة)  | 12 مارس 1718   | 11 أكتوبر 1721 (3 سنوات و213 أيام)  | Uncle of Joseph Wenzel I                | Liechtenstein | Anton Florian of Liechtenstein       |
| يوسف يوهان آدم                     | 25 مايو 1690 – 17 ديسمبر 1732 (42 سنة)  | 11 أكتوبر 1721 | 17 ديسمبر 1732 (11 سنوات و67 أيام)  | Son of Anton Florian                    | Liechtenstein | Joseph Johann Adam of Liechtenstein  |
| يوهان نيبوموك كارل                 | 6 يوليو 1724 – 22 ديسمبر 1748 (24 سنة)  | 17 ديسمبر 1732 | 22 ديسمبر 1748 (16 سنوات و5 أيام)   | Son of Joseph Johann Adam               | Liechtenstein | Johann Nepomuk Karl of Liechtenstein |
| يوسف فينزيل الأول                  | 9 أغسطس 1696 – 10 فبراير 1772 (75 سنة)  | 22 ديسمبر 1748 | 10 فبراير 1772 (23 سنوات و50 أيام)  | Great-grandnephew of Karl I             | Liechtenstein | Joseph Wenzel I of Liechtenstein     |
| يوسف جوزيف الأول                   | 19 نوفمبر 1726 – 18 أغسطس 1781 (54 سنة) | 10 فبراير 1772 | 18 أغسطس 1781 (9 سنوات و189 أيام)   | Nephew of Joseph Wenzel I               | Liechtenstein | Franz Joseph I of Liechtenstein      |
| ألويس الأول                        | 14 مايو 1759 – 24 مارس 1805 (45 سنة)    | 18 أغسطس 1781  | 24 مارس 1805 (23 سنوات و218 أيام)   | Son of Franz Joseph I                   | Liechtenstein | Aloys I of Liechtenstein             |
| يوهان الأول جوزيف، أمير ليختنشتاين | 26 يونيو 1760 – 20 أبريل 1836 (75 سنة)  | 24 مارس 1805   | 20 أبريل 1836 (31 سنوات و27 أيام)   | Son of Franz Joseph I                   | Liechtenstein | Johann I Josef of Liechtenstein      |
| ألويس الثاني                       | 26 مايو 1796 – 13 نوفمبر 1858 (62 سنة)  | 20 أبريل 1836  | 12 نوفمبر 1858 (22 سنوات و206 أيام) | Son of Johann I Joseph                  | Liechtenstein | Aloys II of Liechtenstein            |
| يوهان الثاني أمير ليختنشتاين       | 5 أكتوبر 1840 – 11 فبراير 1929 (88 سنة) | 12 نوفمبر 1858 | 11 فبراير 1929 (70 سنوات و91 أيام)  | Son of Aloys II                         | Liechtenstein | Johann II of Liechtenstein           |
| فرانز الأول، أمير ليختنشتاين       | 28 أغسطس 1853 – 25 يوليو 1938 (84 سنة)  | 11 فبراير 1929 | 25 يوليو 1938 (9 سنوات و164 أيام)   | Son of Aloys II                         | Liechtenstein |                                      |
| فرانز جوزيف الثاني أمير ليختنشتاين | 16 أغسطس 1906 – 13 نوفمبر 1989 (83 سنة) | 25 يوليو 1938  | 13 نوفمبر 1989 (51 سنوات و111 أيام) | Great-great-grandson of Johann I Joseph | Liechtenstein | Franz Joseph II of Liechtenstein     |
| هانز آدم الثاني                    | 14 فبراير 1945                          | 13 نوفمبر 1989 | في المنصب (35 سنوات و267 أيام)      | Son of Franz Joseph II                  | Liechtenstein | Hans-Adam II of Liechtenstein        |